# 索格塔克鎮區 (密歇根州)
索格塔克鎮區（英語：Saugatuck Township）是位於美國密歇根州阿勒根縣的一個行政鎮區。

## 地方資料
索格塔克鎮區的面積為62.70平方千米，當中陸地面積為60.50平方千米，而水域面積為2.20平方千米。根據2010年美國人口普查的數據，當地共有人口3443人，而人口密度為每平方千米54.91人。